# Municipio de West Rockhill
El municipio de West Rockhill (en inglés: West Rockhill Township) es un municipio ubicado en el condado de Bucks en el estado estadounidense de Pensilvania. En el año 2000 tenía una población de 4.233 habitantes y una densidad poblacional de 100.3 personas por km².

## Geografía
El municipio de West Rockhill se encuentra ubicado en las coordenadas 40°22′20″N 75°22′59″O / 40.37222, -75.38306.

## Demografía
Según la Oficina del Censo en 2000 los ingresos medios por hogar en la localidad eran de $50,948 y los ingresos medios por familia eran $63,871. Los hombres tenían unos ingresos medios de $44,063 frente a los $30,306 para las mujeres. La renta per cápita para la localidad era de $25,026. Alrededor del 4,7% de la población estaban por debajo del umbral de pobreza.